# Referéndum de Transnistria de 1989-90
Un referéndum sobre la formación de la República Socialista Soviética Moldava Pridnestroviana se llevó a cabo en Transnistria entre 1989 y 1990. La primera votación tuvo lugar en Rîbnița el 3 de diciembre de 1989. En Tiraspol, la votación se llevó a cabo el 28 de enero. Después del congreso de junio del soviet local, la votación se llevó a cabo en los distritos de Bender, Dubăsari, Sloboza, Camenca y Grigoriopol. El total general mostró un 95,8% de votos a favor. La República Socialista Soviética de Moldavia de Pridnestrovian fue declarada en la segunda reunión del soviet el 2 de septiembre de 1990.

## Resultados
| Elección                           | Votos   | %     |
| ---------------------------------- | ------- | ----- |
| Sí                                 | 354,556 | 95.80 |
| No                                 | 15,545  | 4.20  |
| Total                              | 370,101 | 100   |
| Votantes registrados/participación | 471,907 | 78.43 |
| Fuente: Democracia Directa         |         |       |